# Warren G
Warren Griffin III, kendt under artistnavnet Warren G, (født 10. november 1970 i Long Beach,  Californien, USA) er en amerikansk rapper som er kendt for sange som Regulate, der blev indspillet i 1994 sammen med Nate Dogg og nomineret til en grammy.
Warren G var en af medlemmerne i gruppen 213, hvor også Snoop Dogg og Nate Dogg var med. Navnet 213 er postnummeret til det område de voksede op. Gruppen blev præsenteret fpr Dr. Dre, som er Warren G's halvbror og Dre blev positivt overrasket og underskrev alle til Death Row Records, hvor de siden slog igennem. Warren G's første album blev dog ikke udgivet af Death Row Records da Warren G forlod selskabet efter at han skrev under, på grund af at 213 blev opløst.
Han er også en figur man kan vælge at spille som og imod i kampspillet Def Jam: Fight for NY fra 2004.

## Album
- Regulate... G Funk Era (1994), 3x Platinum
- Take a Look Over Your Shoulder (1997), 1x Guld
- I Want It All (1999), Guld
- The Return of the Regulator (2001)
- In the Mid-Nite Hour (2005)
- The G Files (2009)

## Singler
- Regulate (1994) feat. Nate Dogg [Platinum]
- This DJ (1994)
- Do you see (1995)
- What's Love Got To Do With It (1996) feat. Adina Howard
- Smokin Me Out (1997)
- Prince Igor (1997) feat. Sissel & The Rhapsody
- I Shot The Sheriff (1997) [Platinum]
- I Want It All (1997)
- Game Don't Wait (Remix) (1997) feat. Dr. Dre, Nate Dogg, Snoop Dogg & Xzibit
- Lookin' at you (2001)
- Ghetto Village (2002)
- So Fly (2004) feat. 213
- Groupie Luv (2004)
- Get You Down Part II (2005) feat. B-Real, Ice Cube & Snoop Dogg
- I Need a Light (2005) feat. Nate Dogg

## Filmografi
- Speedway Junky (1999)
- Little Richard (2000)
- Old School (2003)
- The Strip Game (2003)
- All of Us (2005)